# Fender Precision Bass

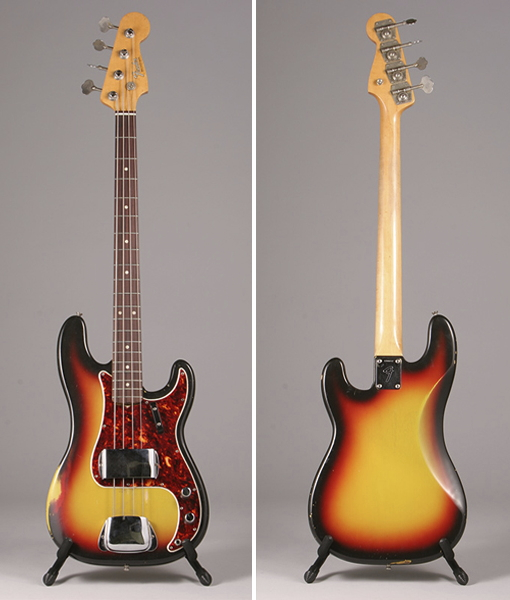
Fender Precision Bass met 'custom contoured body' en palissander toets

De Fender Precision Bass, ook wel "P-bass" genoemd, was de eerste in serie geproduceerde elektrische basgitaar. Hij is ontworpen door Leo Fender en is sinds 1951 bij Fender in productie. De Fender Precision Bass is de best verkochte basgitaar aller tijden.

## Ontwikkeling
Het instrument is ontworpen in 1950-51 door Leo Fender en zijn ontwikkelteam. Het werd volgens Leo Fender ontwikkeld om de bassist te bevrijden van diens 'hondenhok', zoals de contrabas door hem werd betiteld.
Anders dan dikwijls wordt beweerd, was de Precision Bass niet de eerste elektrische basgitaar. Vijftien jaar eerder had Audiovox Manufacturing Company uit Seattle al een elektrische basgitaar gemaakt. De Fender Precision Bass was echter wel de eerste elektrische basgitaar die in groten getale werd geproduceerd en die een commercieel succes was.

De Precision wordt tegenwoordig geproduceerd in de Fender-fabriek in Corona en in de Fender-fabriek in Ensenada. Onder de merknaam Squier produceert Fender ook versies in lagelonenlanden.

## Ontwerp

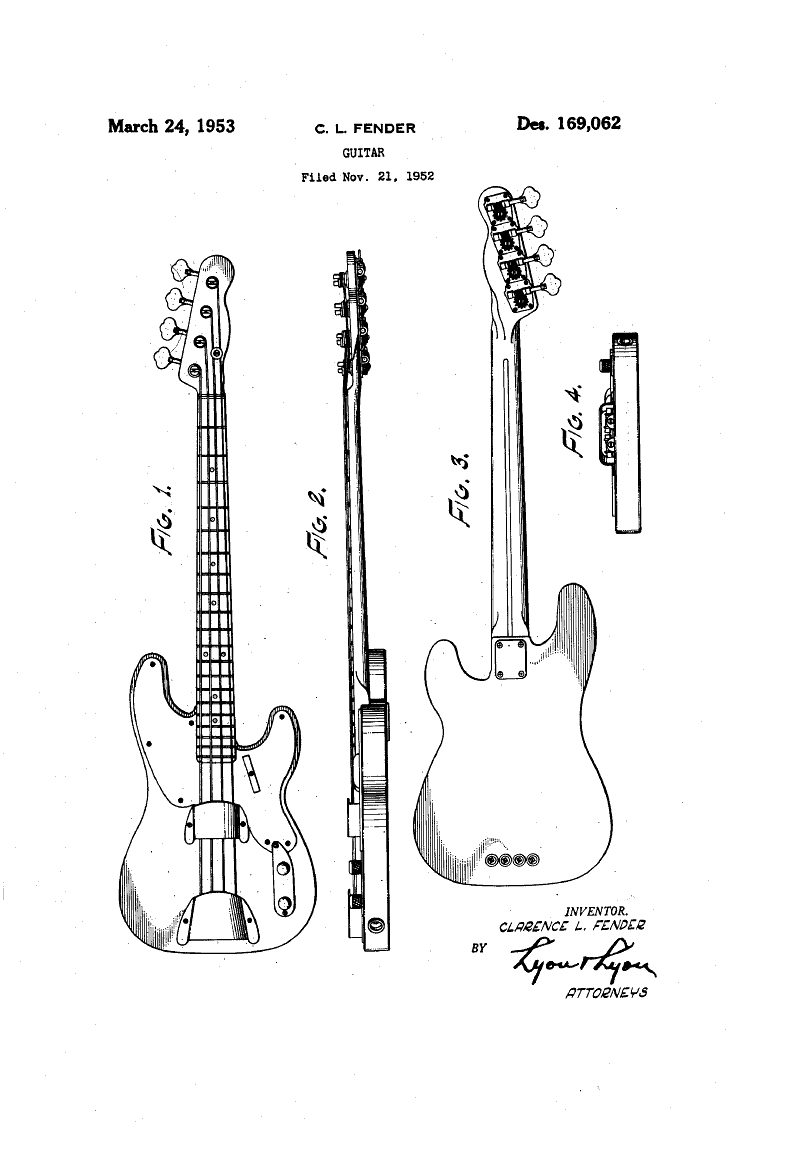
Tekening ten behoeve van patentaanvraag

Het massieve corpus was van essenhout en was geheel vlak (in het Engels slab body genoemd als verwijzing naar een blok hout). Hierin werd een hals uit één stuk esdoornhout geschroefd, met de frets direct in de hals - niet in een afzonderlijke toets. Door de hals liep een stalen halspen die aan de achterzijde van de hals werd ingelaten. De hiervoor benodigde sleuf werd met een strip van walnotenhout afgedekt. De kop was gemodelleerd naar die van de Fender Telecaster. Het geheel werd afgelakt met nitrocelluloselak. Het logo op de kop was een plakplaatje op basis van glucose, en werd over de laklaag aangebracht. Ter bescherming van het corpus was dit voorzien van een slagplaat van zwart bakeliet.

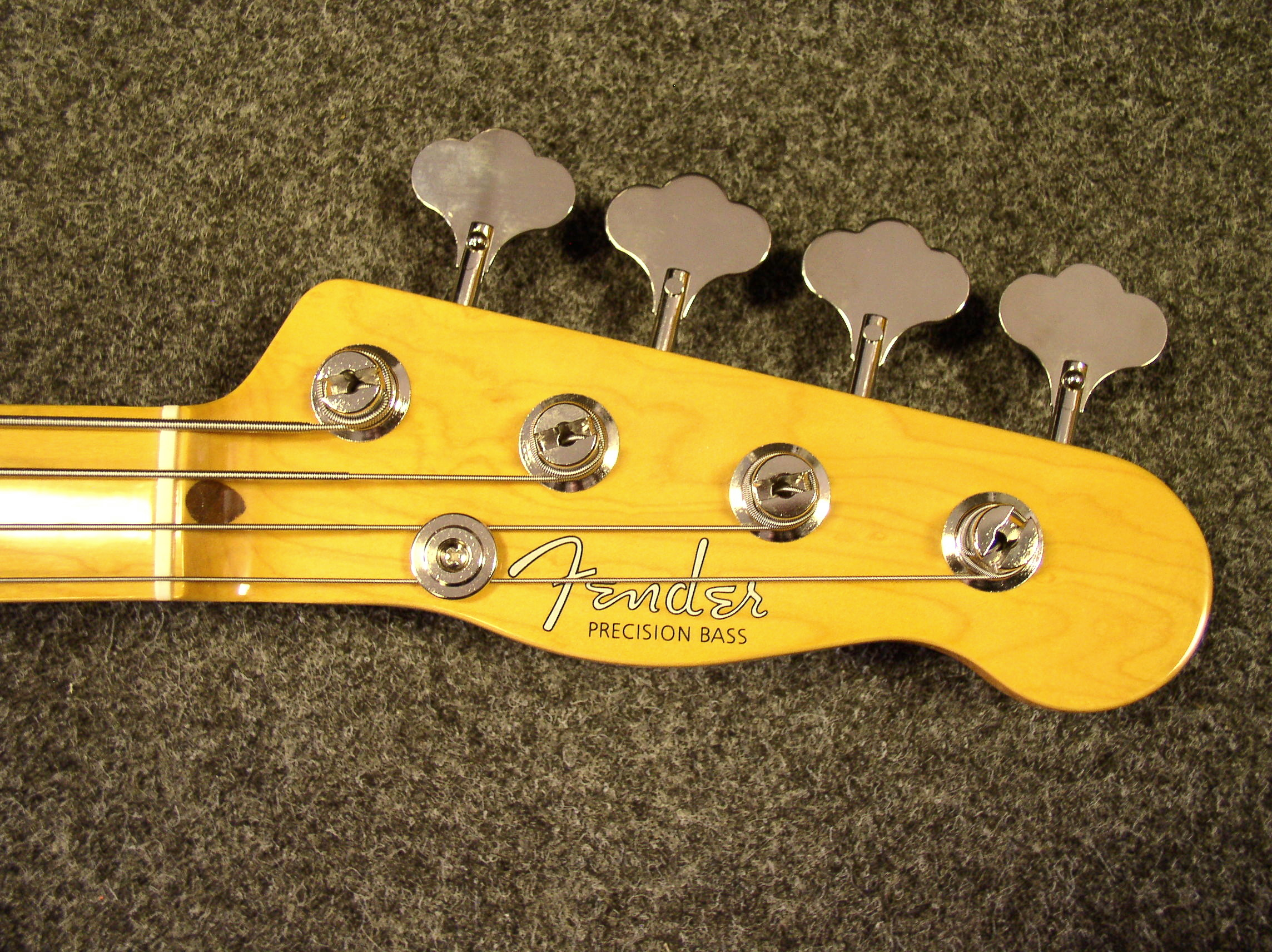
Fender Telecaster-achtige kop (hier van een heruitgave uit 2008 van de Fender Precision Bass)

De snaren werden aan de achterkant van het corpus ingevoerd en liepen over een brug met twee zadels van bakeliet - één zadel per twee snaren. De stemmechanieken waren Kluson 546 "Reverse"-mechanieken, waarbij door draaien met de klok mee de snaarspanning toenam.

Leo Fender dacht dat de bespeler de snaren zou aanslaan met de rechterduim, en om dat gemakkelijker te maken werd aan de kant van de G-snaar een vingersteun ("tug bar") van zwart geverfd hout gemonteerd.
De elektronica bestond uit een enkelspoelselement met vier poolstaafjes, een potmeter voor volume en een potmeter met condensator voor de toon. Deze potmeters waren op een metalen plaatje gemonteerd en waren voorzien van messing knoppen, met ronde bovenkanten.

De Precision was voorzien van metalen kappen over de brug en het element - de laatste om het element af te schermen van magnetische interferentie. De kap over de brug was aan de binnenzijde voorzien van een stukje schuimrubber dat de snaren afdempte, om zo meer het geluid van een contrabas te benaderen.

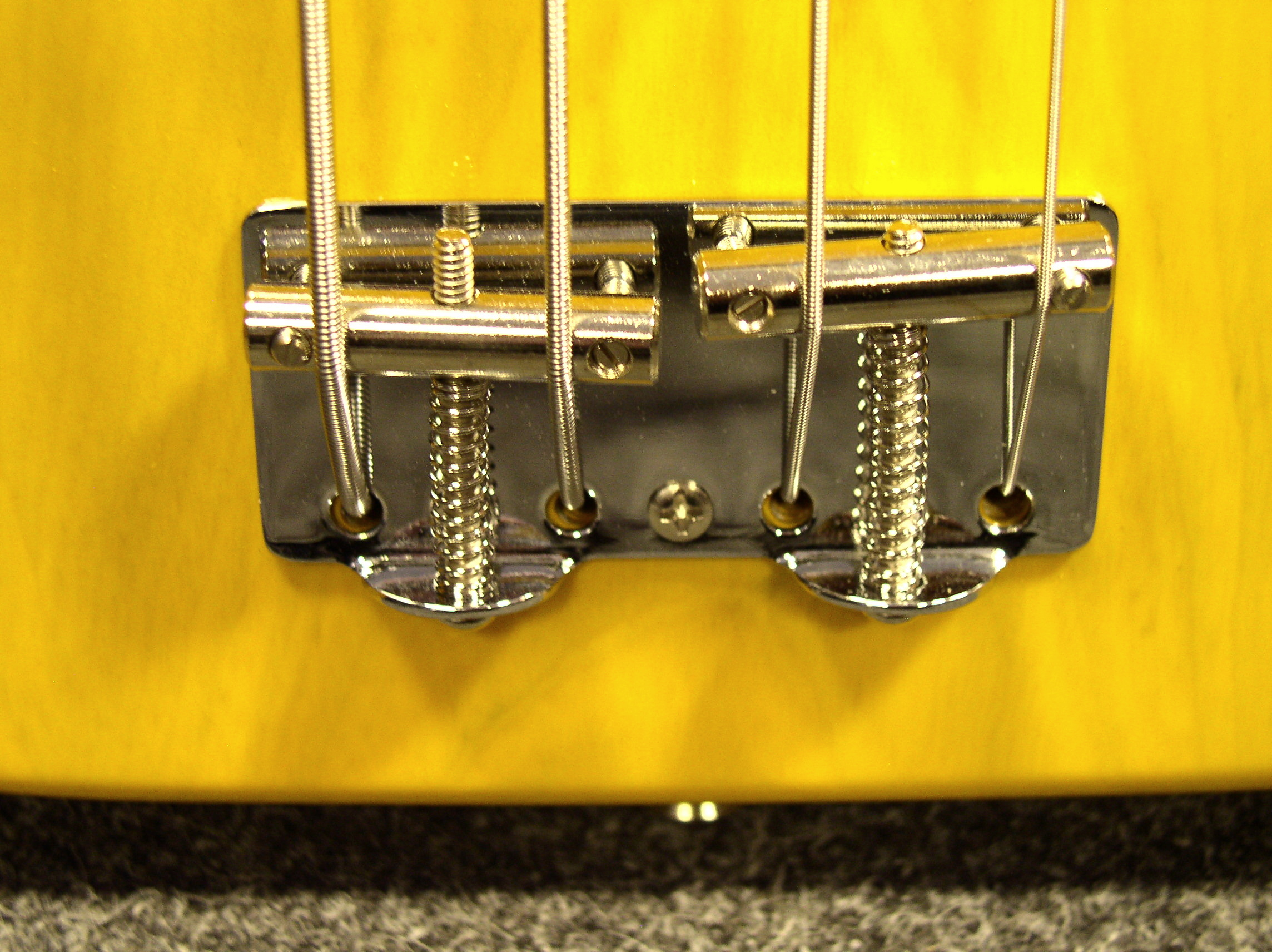
Brug met twee zadels (hier op een heruitgave uit 2008 van de Fender Precision Bass)

In 1954 werd het ontwerp aangepast en ging het corpus meer op de net geïntroduceerde Fender Stratocaster lijken, met een uitgesneden achterkant en meer afgeronde randen (custom contoured body). Tevens werden enkele andere zaken aan het oorspronkelijke ontwerp opgewaardeerd, zoals een brug met twee zadels van staal in plaats van bakeliet, een sunburst-afwerking als optie naast de "butterscotch blonde"-afwerking, en een slagplaat van wit vinyl in plaats van zwart bakeliet.

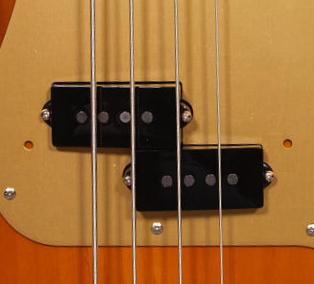
Split pickup van een Fender Precision Bass

In 1957 werd het ontwerp ingrijpend aangepast. Zo werd de brug opgewaardeerd naar een brug met vier verstelbare metalen zadels, zodat de snaarlengte nu per snaar kon worden ingesteld. Ook werden de snaren voortaan aan de achterzijde van de brug ingevoerd (toploader) in plaats van door de kast. De grootste verandering was het nieuwe element (Eng. pick-up). Het enkelspoelselement van de eerste Precisions werd vervangen door een split pickup. Eigenlijk waren het twee kleine elementen - één per twee snaren - die als humbucker waren geschakeld. Met dat laatste liep Fender niet te koop, omdat het octrooi van Gibson op de humbucker nog niet was verlopen.
In hetzelfde jaar werd ook de kop van de hals gewijzigd van het Telecastermodel naar het Stratocastermodel, en de slagplaat werd voortaan van geanodiseerd aluminium gemaakt en werd opnieuw ontworpen, met de volume- en toonregeling op de slagplaat in plaats van op een apart metalen plaatje zoals tot dan het geval was. Twee jaar later werd van het geanodiseerd aluminium alweer afgestapt; de slagplaat was nu van vierlaags celluloid met schildpadmotief. (In 1964 werd het celluloid vervangen door plastic.) In 1959 werd ook de hals gewijzigd. Tot dan zaten de frets direct in de van esdoornhout gemaakte hals, maar vanaf nu werden ze in een toets van palissander gezet. (Het oude ontwerp van de hals werd in 1970 opnieuw geïntroduceerd; het model met palissander toets bleef daarnaast echter bestaan, en er werd nu ook een fretloze versie daarvan geleverd.)
Het oorspronkelijke ontwerp van de Precision Bass werd, met een paar wijzigingen, in 1968 opnieuw geïntroduceerd, nu onder de naam Fender Telecaster Bass.

Begin jaren tachtig bracht Fender een aantal nieuwe Precision-ontwerpen uit, waaronder in 1981 de Precision Special. Deze basgitaar was gemaakt uit speciale houtsoorten (de eerste bassen waren van walnotenhout) en had vergulde hardware, en een ingebouwde voorversterker. Het jaar erop werd deze basgitaar omgedoopt tot Precision Elite, en later tot Precision Elite II. Deze bassen waren identiek aan de Precision Special, maar hadden in plaats van één split-element, twee split-elementen, zodat de bas ook meer Jazz Bass-achtige klanken kan voortbrengen.
Vanaf het eind van de jaren negentig verschenen allerlei speciale uitvoeringen van de Precision Bass. Er bestaat ook een vijfsnarige versie.

## Tijdlijn

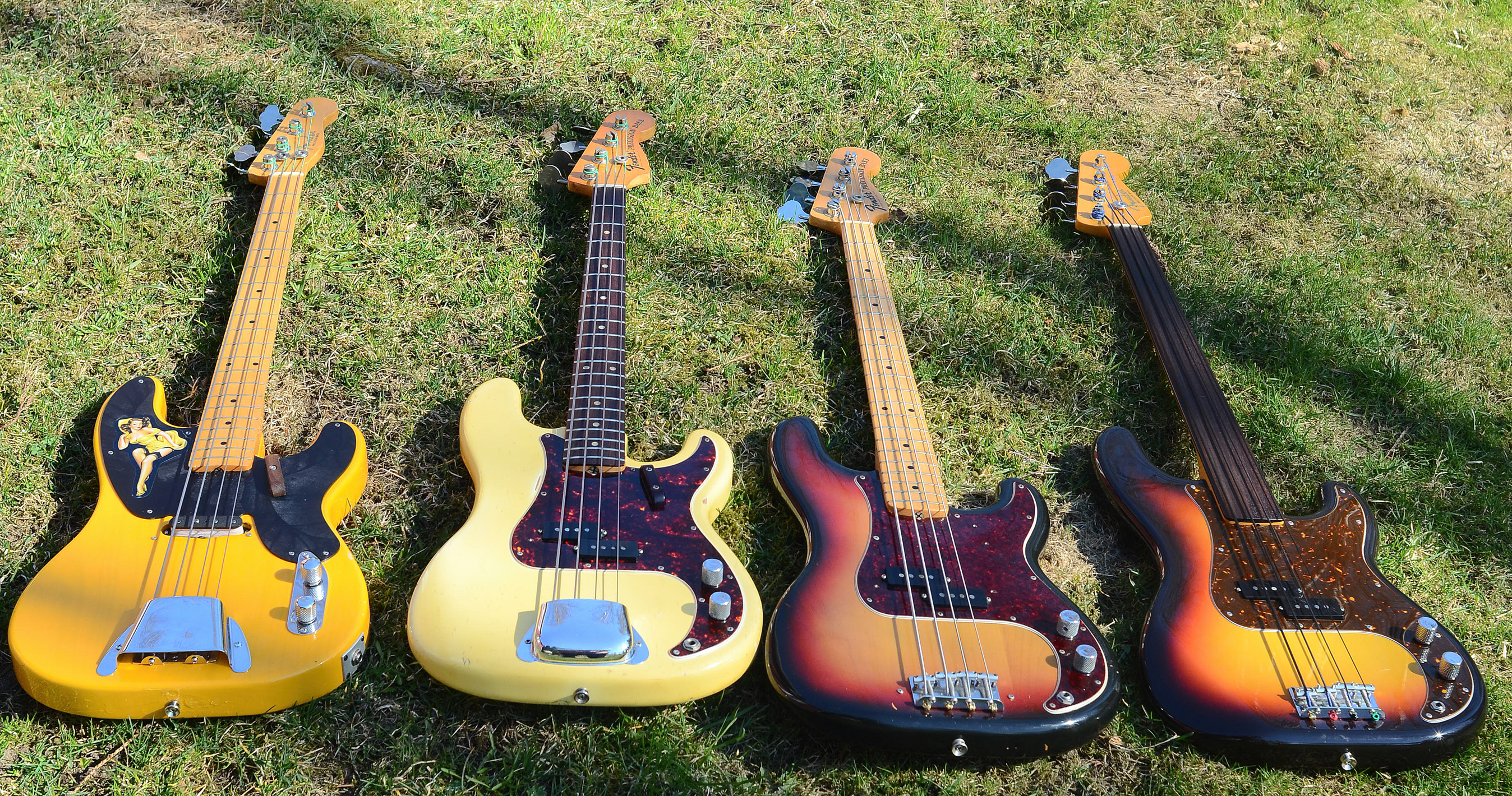
Fender Precision Bass - van links naar rechts: eerste uitvoering, standaard model met palissander toets, standaardmodel met hals van esdoorn, fretloze uitvoering

- 1952 - Allereerste modellen, met een vlak corpus van essenhout, een hals van esdoornhout, en een slagplaat van bakeliet. De brug heeft twee zadels van bakeliet, en de snaren worden door het corpus gevoerd. Het element is enkelspoels. Bij de allereerste exemplaren staat het serienummer op de brugplaat.

- 1953 - Geen grote wijzigingen tegenover 1952, behalve dat het serienummer nu op de halsplaat staat in plaats van op de brugplaat.

- 1954 - Het corpus wordt aan de achterzijde en de voorzijde meer afgerond, respectievelijk voor de buik en de elleboog; deze zogenaamde "contoured body" is in navolging van de Fender Stratocaster, die in dat jaar geïntroduceerd wordt. Ook wordt een 2-tone sunburst (zwart-geel)-afwerking ingevoerd, naast de "butterscotch blonde"-afwerking, en de zwarte slagplaat wordt vervangen door een witte van vinyl. De twee bakelieten zadels van de brug worden vervangen door twee stalen zadels.

- 1955 - Geen noemenswaardige wijzigingen tegenover 1954.

- 1956 - Voor de bassen met sunburst afwerking wordt vanaf nu elzenhout gebruikt voor de kast. Voor bassen in de blonde afwerking blijft het essenhout.

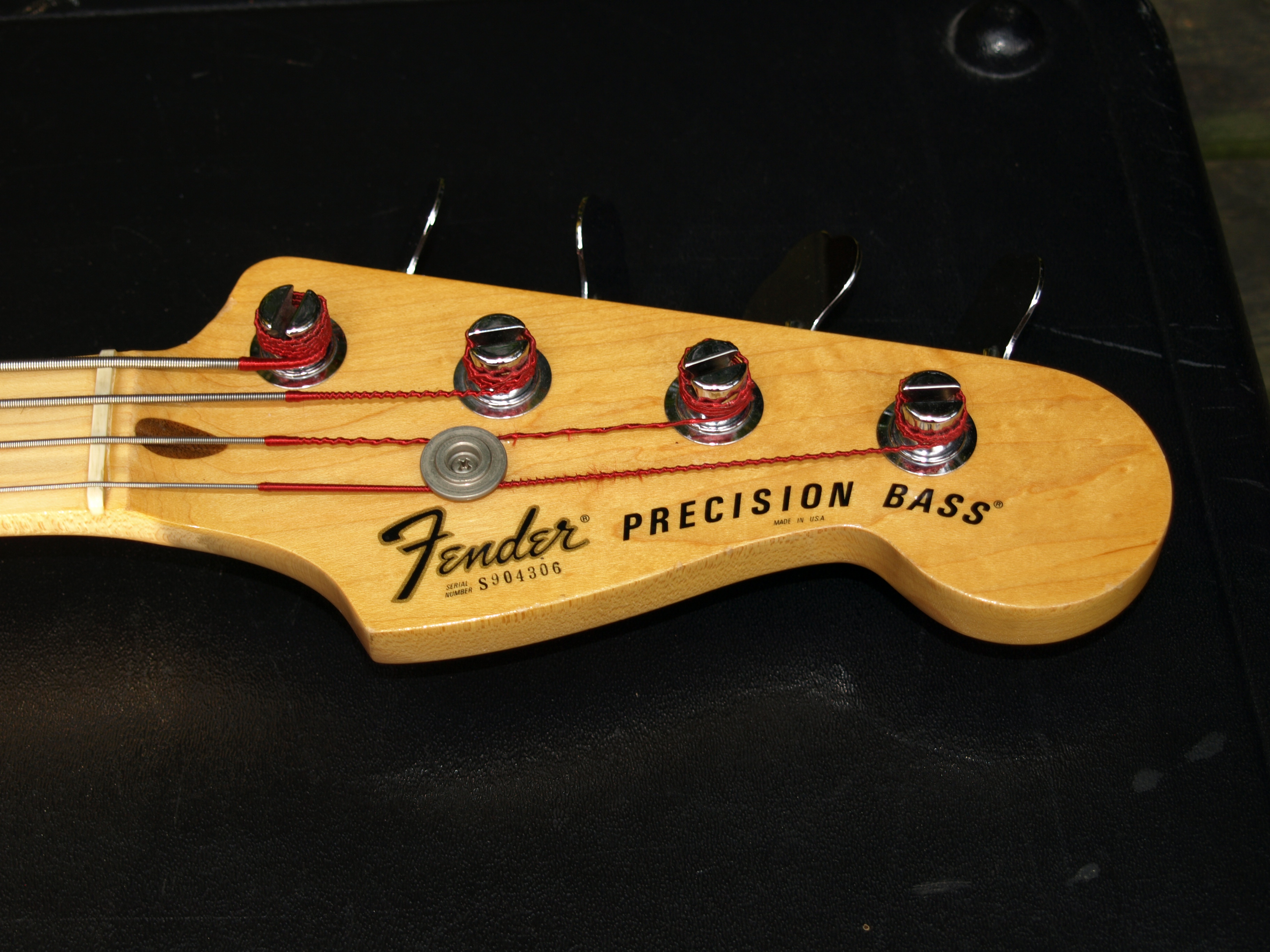
Stratocaster-achtige kop (hier op een Fender Precision Bass uit 1981)

- 1957 - Het model wordt totaal vernieuwd. Het corpus blijft gelijk, maar de hals krijgt nu een kop die meer lijkt op die van de Fender Stratocaster. De slagplaat wordt opnieuw ontworpen en krijgt de vorm zoals die nu bekend is; hij wordt gemaakt van geborsteld en geanodiseerd aluminium, en wordt gemonteerd met 10 schroeven. Het enkelspoelselement wordt vervangen door een split pickup, met in totaal acht poolstaafjes, waarbij de twee poolstaafjes voor de A-snaar hoger zijn dan de andere, om zo voor iedere snaar een gelijke signaalsterkte te bereiken. De brug wordt vervangen door een model met voor iedere snaar een afzonderlijk zadel, gemaakt van staal met een schroefdraad ingetapt, om zo de individuele snaarlengte te kunnen regelen. De regelknoppen krijgen nu afgeplatte bovenkanten. De verchroomde kappen worden ook opnieuw ontworpen. De kleur van de blonde afwerking wordt iets meer wit dan geel. De vingersteun wordt nu gemaakt van zwart plastic, en wordt gemonteerd met twee schroeven.

- 1958 - Een 3-tone sunburst (zwart-rood-geel) wordt ingevoerd, verder geen noemenswaardige wijzigingen.

- 1959 - In de zomer van het jaar wordt de hals uitgerust met een "slab" palissander toets. De halspen wordt nu aan de toetszijde ingelaten, waardoor de strip van walnotenhout aan de achterzijde van de hals niet meer nodig is. De positiemarkeringen worden gemaakt van "clay", een soort keramische vulstof. De aluminium slagplaat wordt vervangen door een vierlaags celluloid slagplaat met schildpadmotief. Tegen storende interferenties wordt onder de slagplaat een dun aluminium afschermingsplaatje aangebracht.

- 1960 - De twee verhoogde poolstaafjes voor de A-snaar worden weer ingekort. Voor bassisten die de bas liever verticaal bespeelden komt er een draagknop aan de achterzijde van de kop. De blonde afwerking (en dus ook het essenhout) verdwijnt uit het gamma, en wordt vervangen door een witte afwerking.

- 1961 - Geen noemenswaardige wijzigingen tegenover 1961, alleen zijn vanaf nu ook speciale kleuren tegen een meerprijs van 5% beschikbaar. De standaardkleuren zijn wit en 3-tone sunburst.

- 1962 - Het logo op de kop krijgt nu twee octrooinummers onder "PRECISION BASS", en in de zomer van het jaar wordt de palissander "slab"-toets vervangen door een dunnere fineer toets. Vanaf nu vier worden halsprofielen geleverd, aangeduid van A tot en met D, met A als dunste en D als dikste. B is het meest gangbaar. Exemplaren in de speciale kleuren krijgen een drielaags witte slagplaat.

- 1963 - Geen noemenswaardige wijzigingen tegenover 1962. Halverwege 1963 krijgt het logo vijf octrooinummers.

- 1964 - De "clay"-positiemarkeringen worden nu gemaakt van imitatie parelmoer, en de gele kleurlaag van de sunburstafwerking wordt nu dekkend gemaakt, zodat voor het corpus ook minder fraaie stukken hout kunnen worden gebruikt. Aan de achterzijde van de kop worden uitsparingen gemaakt waarin uitstekende montagebeugels van de stemmechanieken passen, zodat de mechanieken nu mooi op de kop passen. De slagplaat wordt nu gemaakt van plastic in plaats van celluloid.

- 1965 - In januari wordt Fender door CBS overgenomen. Het lettertype van het logo wordt nu iets vetter, voor de spoelen van het element wordt ander draad gebruikt, en het materiaal waaruit de spoelen en de magneten gemaakt worden wordt aangepast. Op de halsplaat staat nu onder het serienummer een grote "F" gestempeld.

- 1966 - Geen noemenswaardige wijzigingen tegenover 1965, alleen wordt nu een esdoornhouten "slab" toets als optie aangeboden.

- 1967 - Geen noemenswaardige wijzigingen tegenover 1966.

- 1968 - Het instrument wordt nu volledig in polyesterlak afgewerkt, met uitzondering van de voorkant van de kop. De Kluson-stemmechanieken zijn vervangen door mechanieken van eigen makelij (hierbij verdwijnen ook de inkepingen achteraan de kop), met Fender erin gestempeld, de draagbandknop achteraan de kop verdwijnt en het logo wordt aanzienlijk uitgerekt en beslaat nu de vrijwel gehele lengte van de kop, zodat het beter zichtbaar is op televisie (het zogenaamde "T.V. Friendly"-logo). De frets zijn iets hoger en breder. De zadels van de brug worden niet meer gemaakt van schroefdraad, maar van een glad stuk staal met in het midden een inkeping, het zogenaamde "barrel"-zadel. De intonatieschroef voor de G-snaar is iets langer dan die van de andere snaren.

- 1969 - Geen noemenswaardige wijzigingen tegenover 1968.

- 1970 - Een hals uit één stuk esdoornhouten wordt weer aangeboden, naast de hals met palissander toets, die nu ook in een fretloze versie wordt aangeboden. Voor het corpus wordt van elzenhout geleidelijk weer overgestapt naar essenhout. De hals wordt iets smaller gemaakt. Het aluminium afschermingsplaatje onder de slagplaat verdwijnt.

- 1971 - Geen noemenswaardige wijzigingen tegenover 1970, de hals van esdoornhout wordt steeds populairder

- 1972 - Een drielaags zwart-wit-zwarte slagplaat vervangt het schildpaddenmotief.

- 1974 - De vingersteun ("tug bar") wordt verplaatst van de kant van de G-snaar naar de kant van de E-snaar, en wordt zo een duimsteun.

- 1975 - De stemmechanieken zijn nu van Schaller (met Fender-stempel erop), het logo op de kop wordt weer iets kleiner, en het serienummer staat nu mee in het logo op de kop, in plaats van op de halsplaat.

- 1976 tot 1980 - Geen noemenswaardige wijzigingen tegenover 1975.

- Na 1980 - Talloze uitvoeringen en speciale versies.

## De Precision in de muziek

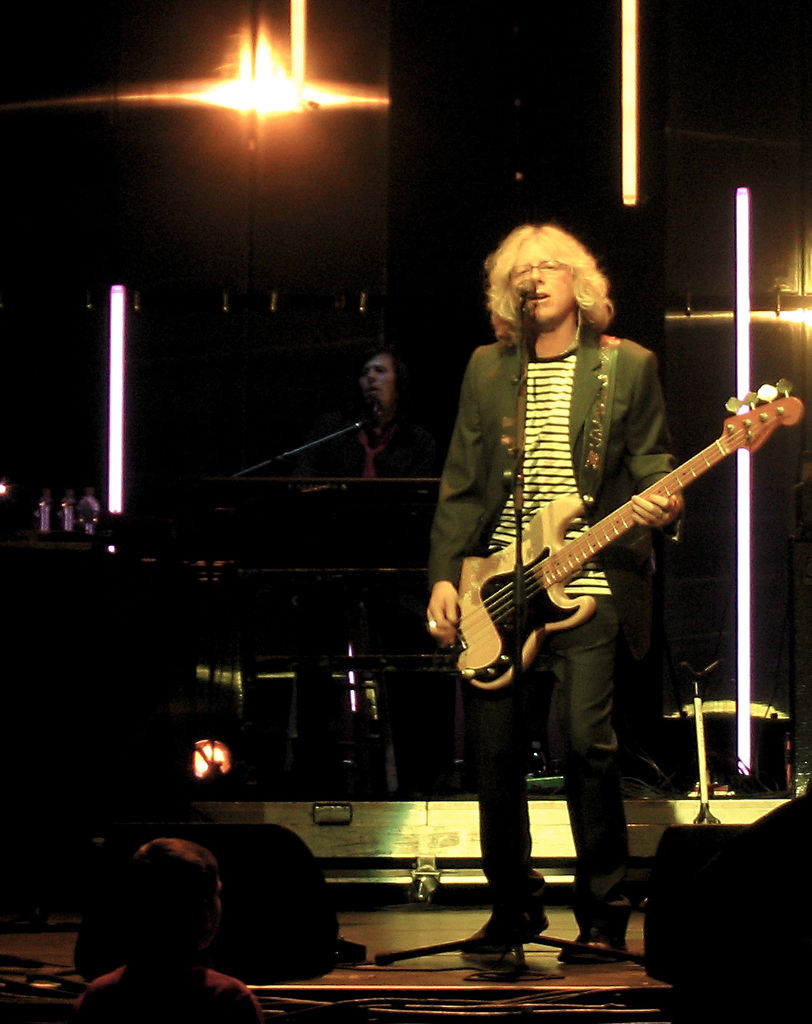
Mike Mills met Fender Precision Bass, 2004

Vanaf de introductie, begin jaren vijftig, heeft de Precision Bass een vaste plaats in de populaire muziek weten te verwerven. De P-Bass, zoals hij ook wordt genoemd, droeg in belangrijke mate bij aan het geluid van de moderne muziek. Hij werd door Bill Black, de bassist van Elvis Presley "geïntroduceerd" ("Jailhouse Rock"), en werd ook een handelsmerk van Motown, waar bassisten als James Jamerson en Bob Babbitt in de jaren zestig met hun Precision bepalend waren voor de klank van de bands die onder dit muzieklabel huisden. Ook de bekende Stax-bassist Donald "Duck" Dunn maakte in die tijd gebruik van deze Fender-bas.
Ook met de komst van de hardere rockmuziek wordt de Precision nog veel gebruikt (John Entwistle, John McVie, Tony Levin). De Precision Bass is al lange tijd favoriet bij rockbassisten die met een plectrum spelen. Hij heeft een helder en stuwend geluid. Een van de bekendste bespelers is Jean-Jacques Burnel van The Stranglers, die zijn Precision als een solo-instrument hanteerde dat het geluid van de band domineerde ("No More Heroes"). Queen-bassist John Deacon gebruikte bijna altijd een Precision Bass in de studio en tijdens concerten. Ook R.E.M. bassist Mike Mills gebruikt deze bas als hoofdbas.
Jet Harris van The Shadows was in 1958 een van de eerste Europeanen die een Fender Precision Bass bespeelde.
In Nederland is Herman Deinum van (onder andere) Sweet d'Buster een bekende bespeler.